# Porcheville
Porcheville är en kommun i departementet Yvelines i regionen Île-de-France i norra Frankrike. Kommunen ligger i kantonen Limay som tillhör arrondissementet Mantes-la-Jolie. År 2022 hade Porcheville 3 167 invånare.

## Befolkningsutveckling
Antalet invånare i kommunen Porcheville
| Referens: INSEE |